# З́
La З́, minuscolo з́, chiamata zje è una lettera dell'alfabeto cirillico. È formata da З con l'aggiunta di un accento acuto. Rappresenta la fricativa alveolo-palatale sonora /ʑ/. Viene impiegata nell'alfabeto montenegrino, corrisponde al latino Ź.
| Lettera cirillica | Pronuncia IPA | Trascrizione scientifica | Trascrizione italiana | Trascrizione inglese | Trascrizione tedesca | Trascrizione francese |
| ----------------- | ------------- | ------------------------ | --------------------- | -------------------- | -------------------- | --------------------- |
| З́                 | /ʑ/           | ź                        | ź                     | zj                   | ź                    | ź                     |